# Portocannone
Portocannone (im albanischen Dialekt: Portkanuni) ist eine italienische Gemeinde (comune) mit 2314 Einwohnern (Stand 31. Dezember 2023) in der Provinz Campobasso in der Region Molise. Die Gemeinde liegt etwa 48 Kilometer nordwestlich von Campobasso.

## Geschichte
1137 wird Portocandesium erstmals in einer Urkunde erwähnt. 1320 lautet der Name des Ortes schon Portocanduni. 1461 kommen die ersten Albaner hierher. Die Emigration wird begleitet durch den umtriebigen Skanderbeg. Die Albaner sind heute allerdings heute eine verschwindend kleine Minderheit mit etwa 2 % Bevölkerungsanteil in der Gemeinde.